# Émile Fisseux
Émile Léon Fisseux (ur. 15 lutego 1868 w Paryżu, zm. ?) – francuski łucznik, medalista olimpijski.
Fisseux wystartował na Letnich Igrzyskach Olimpijskich 1900 w Paryżu. Zdobył brązowy medal w au cordon doré z 50 m – pokonali go Henri Hérouin i Hubert Van Innis. Zajął 13. miejsce w rundzie kontynentalnej na igrzyskach w Londynie (1908).